# 索拉·伯奇
索拉·伯奇（英語：Thora Birch, 1982年3月11日—）是一位美国犹太女演员。

## 生平
六岁凭借处女作电影《摇滚紫精灵》(1988)斩获青年艺术家奖中的九岁以下最佳青年女主角，成为一名童星，在一些针对家庭或青少年观众的电影里频频出现，比如妙计合家欢》(1991)、《爱国者游戏 (电影)》(1992)、《女巫也疯狂》(1993)、《我爱小麻烦》(1994)、《童年的约定》(1995) 和《雪地迷踪》(1996)。
她做出重大突破是在1999年电影美国心玫瑰情》，这部电影让她获得国际认可。在电影幽灵世界》(2001) 中斩获金球奖最佳音乐及喜剧类电影女主角提名。在独立电影包括《黑暗角落》(2006)、 《下一站，地獄》(2008)、《Winter of Frozen Dreams》(2009) 和《Petunia》(2012)中都有表现。
在一段休养之后，索拉·伯奇2016年重返荧幕，她在卡尔顿·库斯指导的电视连续剧《殖民地 (电视剧)》 中扮演一个软件工程师摩根，还参与了四部独立电影。

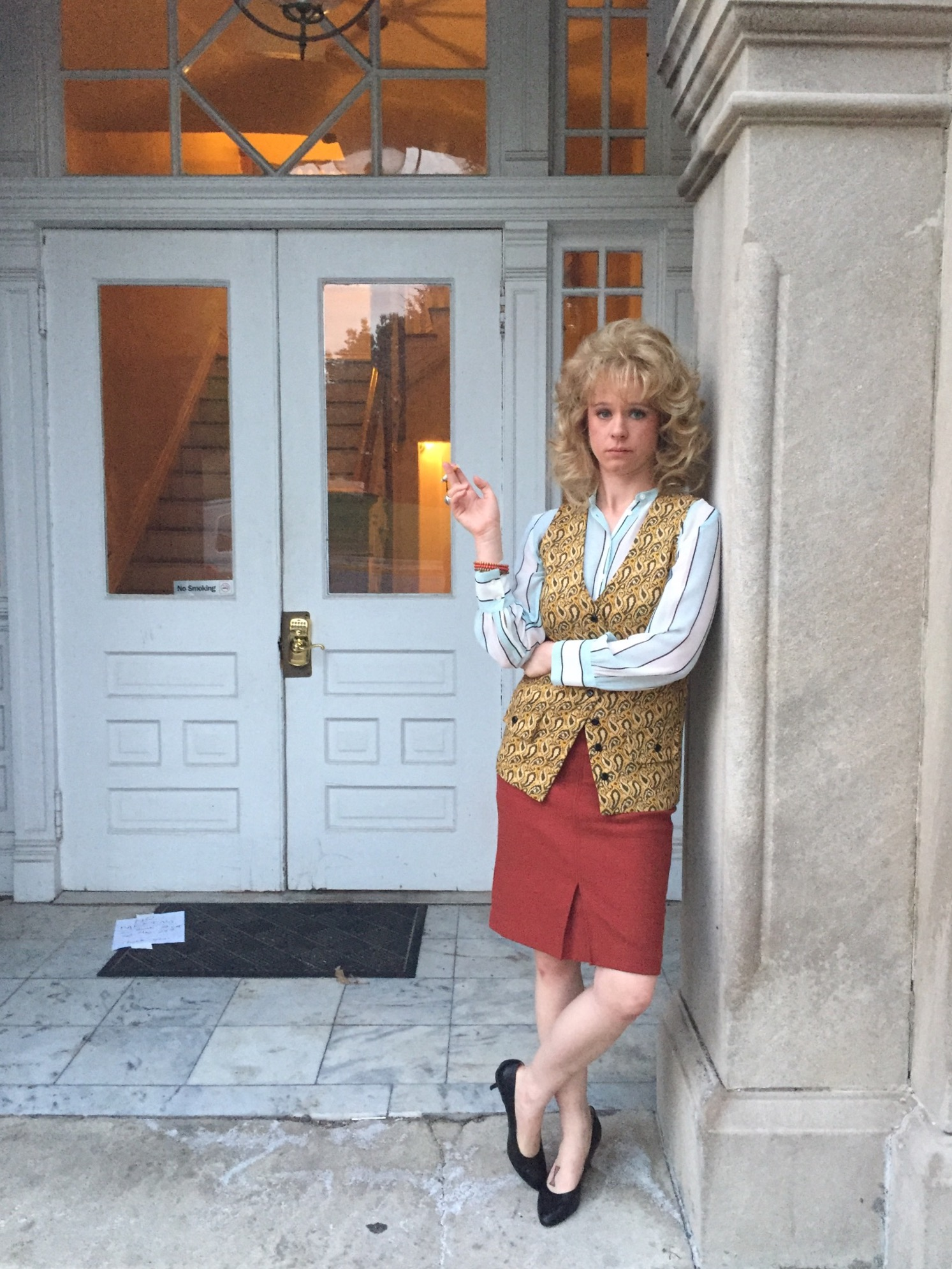
在2017年电影《Above Suspicion》中扮演角色

2025年参演克里斯汀·斯图尔特导演处女作《水之年代》。